# アルファベットプロモーション
株式会社アルファベットプロモーション（aLPHABET PROMOTION inc.）は、東京都渋谷区渋谷に本社を置く、日本の芸能プロダクションである。

## 概説
2014年6月に株式会社アルファベットとして設立され、2018年5月に社名をアルファベットプロモーションに改称。株式会社リクコーポレーション、44ぷろだくしょんと業務提携を行っている。

## 沿革
- 2014年6月、会社設立。
- 2018年5月、社名をアルファベットプロモーションに改称。
- 2018年11月、銀座撮影スタジオを開設。（東京都中央区銀座3丁目9-18）

## 所属

### 女性タレント
- チャベス愛
- MAIKO - 元MAI（元ZONE）（44ぷろだくしょん）
- 緒方友莉奈
- ほんまかよこ
- 姫野みなみ

### 男性タレント
- SHOUTA
- つげりょうた
- YOSHI（44ぷろだくしょん）
- 斉藤祥太（44ぷろだくしょん）
- 斉藤慶太（44ぷろだくしょん）

### 過去に所属していたタレント
- 阿部桃子
- 井上四葉
- 岡田隆之介
- 越川友貴
- 橋口恵莉奈
- 藤元さやか
- 吉田セイラ